# Swansboro
Swansboro é uma cidade localizada no Condado de Onslow, Carolina do Norte, Estados Unidos. Em 2005, a população era estimada em 1.338 mil habitantes. Faz parte da região metropolitana de Jacksonville, na Carolina do Norte.

## Demografia
De acordo com o censo de 2000, havia 1.338 pessoas, 655 residências e 419 famílias que residem na cidade. A densidade populacional foi 1,168 pessoas por milha quadrada (451.3/km ²). Havia 770 unidades de alojamento em uma densidade média de 630.8 por milha quadrada (243.7/km ²). A composição racial da cidade é de 90,18% brancos, 4,63% Afro-americanos, 0,21% nativos americanos, 0,77% asiáticos, 0,91% de outras raças, e 3,30% a partir de duas ou mais raças. Hispânicos de qualquer raça eram 2,81% da população.
Havia 655 domicílios, dos quais 28,9% tinham crianças e/ou adolescentes com menos de 18 anos que vivem com eles, 44,6% eram casados e vivem juntos, 15,0% tinham uma pessoa do sexo feminino solteira, e 36,0% não eram da família. 32,4% das famílias eram compostas por mais de uma pessoa e 13,1% vivem sozinhos, que têm de 65 anos de idade ou mais.
Na cidade a população estava distribuída por 24,4% com idade inferior a 18, 7,6% de 18 a 24, 28,1% de 25 a 44, 23,1% de 45 a 64, e 16,8% que tinham 65 anos ou mais de idade. A idade mediana foi de 38 anos. Para cada 100 mulheres existiam 83,5 homens. Para cada 100 mulheres de 18 anos ou mais, havia 81,2 homens.
A renda mediana para uma casa na cidade é de 37.740 dólares, e a renda mediana para uma família era de 45.357 dólares. Localidade com uma renda mediana de $ 32.188 contra $ 25.556 para o sexo feminino. A renda per capita da cidade é de 19.625 dólares. Cerca de 10,3% das famílias e 11,9% da população estava abaixo da linha da pobreza, incluindo 18,9% daqueles com idade inferior a 18 e 7,6% das pessoas de 65 anos ou mais.

## Geografia
Swansboro está localizado a 34°41′36″N 77°7′38″W(34.693327, -77.127327).
De acordo com o United States Census Bureau tem uma área de 3,5 km², dos quais 3,2 km² cobertos por terra e 0,3 km² cobertos por água. Swansboro localiza-se a aproximadamente 5 m acima do nível do mar.

## História
Swansboro foi incorporada em 1783 (como cidade) e leva o nome de Samuel Swann que foi orador na Carolina do Norte e um residente do condado de Onslow. Em 1818, Otway Burns construiu a Prometheus, o primeiro barco a vapor realmente construído na Carolina do Norte. A cidade, originalmente escrito como Swannsborough, é às vezes chamado de "The Friendly City by the Sea" (em tradução livre "A amigável cidade voltada ao mar"). M.N. Lisk, um prefeito muito popular em Swansboro, foi o criador do "Annual Mullet Festival", o Festival anual Mullet, um dos primeiros festivais de frutos do mar do litoral da Carolina do Norte.

## Educação
Swansboro conta com quatro escolas importantes na cidade;são elas:
- Queens Creek Elementary School
- Swansboro Elementary School
- Swansboro Middle School
- Swansboro High School

## Localidades na vizinhança
O diagrama seguinte representa as localidades num raio de 12 km ao redor de Swansboro.
{{Image label|x=0.735|y=0.494|scale=400|text= [[Cape Carteret (Carolina do Norte)|Cape Carteret]] (6 km)}}